# Campionati del mondo di triathlon del 1992
I Campionati del mondo di triathlon del 1992 (IV edizione) si sono tenuti a Huntsville, Canada in data 12 settembre 1992.
Tra gli uomini ha vinto il britannico Simon Lessing, mentre la gara femminile è andata all'australiana Michellie Jones.
La gara junior ha visto trionfare il britannico Spencer Smith e la tedesca Sonja Oberem.

## Risultati

### Élite uomini
| Pos. | Nome                 | Paese         | Nuoto    | Bici     | Corsa    | Totale   |
| ---- | -------------------- | ------------- | -------- | -------- | -------- | -------- |
|      | Simon Lessing        | Regno Unito   | 00:17:31 | 00:59:39 | 00:31:53 | 01:49:03 |
|      | Rainer Müller-Hörner | Germania      | 00:18:53 | 00:58:19 | 00:32:15 | 01:49:29 |
|      | Rob Barel            | Paesi Bassi   | 00:18:02 | 00:59:04 | 00:32:36 | 01:49:43 |
| 4    | Stephen Foster       | Australia     | 00:18:54 | 00:58:08 | 00:32:59 | 01:50:02 |
| 5    | Brad Keams           | Stati Uniti   | 00:18:57 | 00:58:02 | 00:33:12 | 01:50:13 |
| 6    | Thomas Hellriegel    | Germania      | 00:19:05 | 00:57:54 | 00:33:18 | 01:50:18 |
| 7    | Mark Bates           | Canada        | 00:18:22 | 00:58:37 | 00:33:20 | 01:50:19 |
| 8    | Wes Hobson           | Stati Uniti   | 00:17:49 | 00:59:01 | 00:33:35 | 01:50:28 |
| 9    | Tomas Kocar          | Rep. Ceca     | 00:17:22 | 00:59:46 | 00:33:20 | 01:50:29 |
| 10   | Andrew Macmartin     | Canada        | 00:18:00 | 00:59:04 | 00:33:30 | 01:50:36 |
| 11   | Gareth McCarthy      | Irlanda       | 00:17:23 | 00:59:00 | 00:34:20 | 01:50:44 |
| 12   | Bernardo Zetina      | Messico       | 00:19:15 | 00:59:02 | 00:32:29 | 01:50:47 |
| 13   | Jeff Devlin          | Stati Uniti   | 00:19:03 | 00:59:22 | 00:32:24 | 01:50:50 |
| 14   | Frank Clarke         | Canada        | 00:19:04 | 00:58:13 | 00:33:45 | 01:51:01 |
| 15   | Didier Volckaert     | Belgio        | 00:18:36 | 00:58:27 | 00:34:06 | 01:51:09 |
| 16   | Glenn Cook           | Regno Unito   | 00:17:45 | 00:00:00 | 00:00:00 | 01:51:14 |
| 17   | Leandro Macedo       | Brasile       | 00:20:42 | 00:57:54 | 00:32:37 | 01:51:17 |
| 18   | Olivier Bernhard     | Svizzera      | 00:19:16 | 00:59:04 | 00:33:04 | 01:51:23 |
| 19   | Oscar Galindez       | Argentina     | 00:20:00 | 00:58:43 | 00:32:42 | 01:51:25 |
| 20   | John Hellemans       | Nuova Zelanda | 00:18:26 | 00:59:24 | 00:33:39 | 01:51:28 |
| 21   | Philippe Methlon     | Francia       | 00:18:25 | 00:58:37 | 00:34:31 | 01:51:34 |
| 22   | Mark Dragan          | Australia     | 00:18:51 | 00:59:04 | 00:33:57 | 01:51:51 |
| 23   | Rick Wells           | Nuova Zelanda | 00:17:06 | 01:00:01 | 00:34:52 | 01:51:59 |
| 24   | Mike Pigg            | Stati Uniti   | 00:17:59 | 00:59:14 | 00:34:46 | 01:52:00 |
| 25   | Jim Riccitello       | Stati Uniti   | 00:00:00 | 00:00:00 | 00:00:00 | 01:52:08 |
| 26   | Shane Johnson        | Australia     | 00:18:57 | 00:59:19 | 00:33:58 | 01:52:15 |
| 27   | Tony O'Hagan         | Nuova Zelanda | 00:19:09 | 00:59:05 | 00:34:04 | 01:52:19 |
| 28   | Helge Lorenz         | Austria       | 00:18:32 | 00:58:21 | 00:35:37 | 01:52:32 |
| 29   | Ulrich Ghisler       | Danimarca     | 00:19:01 | 00:59:20 | 00:34:16 | 01:52:39 |
| 30   | Michal Adamec        | Rep. Ceca     | 00:18:48 | 00:59:28 | 00:34:33 | 01:52:49 |

### Élite donne
| Pos. | Nome                       | Paese         | Nuoto    | Bici     | Corsa    | Totale   |
| ---- | -------------------------- | ------------- | -------- | -------- | -------- | -------- |
|      | Michellie Jones            | Australia     | 00:20:01 | 01:05:27 | 00:36:39 | 02:02:07 |
|      | Joanne Ritchie             | Canada        | 00:19:46 | 01:06:12 | 00:37:22 | 02:03:21 |
|      | Melissa Mantak             | Stati Uniti   | 00:21:09 | 01:07:05 | 00:36:12 | 02:04:26 |
| 4    | Donna Peters               | Stati Uniti   | 00:22:33 | 01:02:57 | 00:39:07 | 02:04:38 |
| 5    | Joy Leutner                | Stati Uniti   | 00:20:02 | 01:08:26 | 00:36:44 | 02:05:15 |
| 6    | Karen Smyers               | Stati Uniti   | 00:22:39 | 01:05:34 | 00:37:38 | 02:05:54 |
| 7    | Dorothy Cribb Fiona        | Canada        | 00:20:09 | 01:07:33 | 00:38:25 | 02:06:08 |
| 8    | Sue Schlatter              | Canada        | 00:21:23 | 01:06:48 | 00:38:04 | 02:06:16 |
| 9    | Isabelle Mouthon-Michellys | Francia       | 00:20:22 | 01:07:29 | 00:38:38 | 02:06:27 |
| 10   | Jenny Rose                 | Nuova Zelanda | 00:19:57 | 01:07:37 | 00:38:58 | 02:06:33 |
| 11   | Anette Petersen            | Danimarca     | 00:20:47 | 01:07:26 | 00:39:05 | 02:07:19 |
| 12   | Suzanne Nielsen            | Danimarca     | 00:20:25 | 01:08:43 | 00:38:18 | 02:07:27 |
| 13   | Jeasnnine De Ruysscher     | Belgio        | 00:20:30 | 01:08:01 | 00:38:54 | 02:07:29 |
| 14   | Mary Cook                  | Stati Uniti   | 00:20:45 | 01:07:46 | 00:38:54 | 02:07:30 |
| 15   | Lone Larsen                | Danimarca     | 00:20:18 | 01:07:21 | 00:40:19 | 02:08:01 |
| 16   | Sophie Delemer             | Francia       | 00:21:00 | 01:06:46 | 00:40:54 | 02:08:42 |
| 17   | Annemie Suys               | Belgio        | 00:20:29 | 01:08:01 | 00:40:29 | 02:09:00 |
| 18   | Carolyn Hubbard-Brougham   | Canada        | 00:21:57 | 01:09:12 | 00:38:22 | 02:09:30 |
| 19   | Alison Hamilton            | Irlanda       | 00:21:49 | 01:09:28 | 00:38:25 | 02:09:43 |
| 20   | Maureen Cummings           | Australia     | 00:20:29 | 01:11:18 | 00:38:10 | 02:09:58 |
| 21   | Simone Mortier             | Germania      | 00:23:07 | 01:03:21 | 00:41:35 | 02:10:33 |
| 22   | Colleen Cannon             | Stati Uniti   | 00:20:51 | 01:09:33 | 00:40:16 | 02:10:43 |
| 23   | Terri Smith                | Canada        | 00:20:45 | 01:11:37 | 00:38:41 | 02:11:05 |
| 24   | Marie-Josee Cossette       | Canada        | 00:19:52 | 01:13:24 | 00:38:26 | 02:11:44 |
| 25   | Jill Westenra              | Nuova Zelanda | 00:22:07 | 01:10:25 | 00:39:17 | 02:11:51 |
| 26   | Bianka van Woesik          | Australia     | 00:20:57 | 01:10:11 | 00:40:49 | 02:12:01 |
| 27   | Ute Schaefer               | Germania      | 00:21:48 | 01:08:59 | 00:41:16 | 02:12:03 |
| 28   | Catherine Davis            | Spagna        | 00:20:55 | 01:11:02 | 00:40:16 | 02:12:14 |
| 29   | Heather Fuhr               | Canada        | 00:22:00 | 01:13:14 | 00:37:10 | 02:12:27 |
| 30   | Hannele Steyn              | Sudafrica     | 00:21:46 | 01:10:39 | 00:40:03 | 02:12:29 |
| 31   | Martha Sorensen            | Stati Uniti   | 00:21:59 | 01:10:08 | 00:40:24 | 02:12:31 |

### Junior uomini
| Pos. | Nome               | Paese         |
| ---- | ------------------ | ------------- |
|      | Spencer Smith      | Regno Unito   |
|      | Cameron Brown      | Nuova Zelanda |
|      | Mathew Belfield    | Regno Unito   |
| 4    | Olivier Marceau    | Francia       |
| 5    | Brett Riccini      | Australia     |
| 6    | Bryan Rhodes       | Nuova Zelanda |
| 7    | Oliver Hufschmid   | Svizzera      |
| 8    | Stephane Sansorgne | Francia       |
| 9    | Abe Rogers         | Stati Uniti   |
| 10   | Stephane Becue     | Francia       |

### Junior donne
| Pos. | Nome               | Paese         |
| ---- | ------------------ | ------------- |
|      | Sonja Oberem       | Germania      |
|      | Ali Harrison       | Regno Unito   |
|      | Kirstie Otto       | Canada        |
| 4    | Alexandra Laws     | Australia     |
| 5    | Astrid Perathoner  | Italia        |
| 6    | Heidi Alexander    | Nuova Zelanda |
| 7    | Natalya Orchard    | Australia     |
| 8    | Helena Edmonston   | Australia     |
| 9    | Jody Radkewich     | Stati Uniti   |
| 10   | Gyorgyi Staubinger | Ungheria      |